# Guettarda lanuginosa
Guettarda lanuginosa là một loài thực vật có hoa trong họ Thiến thảo. Loài này được Urb. & Britton mô tả khoa học đầu tiên năm 1912.